# Ardèle ou la Marguerite
Ardèle ou la Marguerite (traducida al español como Ardele o la Margarita, Ardelia o la Margarita o simplemente Ardele) es una obra de teatro del dramaturgo francés Jean Anouilh, entrenada en 1948.

## Argumento
Ambientada en 1912, la obra recrea una reunión de familia convocada por el maduro General Léon Saint-Pé para debatir sobre el romance que ha iniciado su jorobada hermana Ardèle. Su otra hermana Liliane, una condesa, llega acompañada por su marido Gastón y su amante, Héctor de Villardieu. Todos ellos, sobre todo a la condesa, se escandalizan por la pasión supuestamente inapropiada de Ardèle hacia un camarada jorobado que ha sido contratado como tutor de pequeño hijo del general, Toto.
La familia hace llegar sus lamentos interesados a la pobre Ardèle, a través de la puerta de su dormitorio, pues ella se ha encerrado y ha iniciado una huelga de hambre de tres días. La acción culmina cuando Amélie, la esposa del General, perturbada mental, irrumpe en escena y Ardèle y su amante (ninguno de los cuales aparecen nunca en escena) se ven obligados a tomar medidas drásticas.

## Representaciones destacadas
- Teatro de los Campos Elíseos, París, 4 de noviembre de 1948. Estreno.
  - Dirección: Roland Piétri.
  - Escenografía: Jean-Denis Malclès
  - Intérpretes: Marcel Pérès (Le Général), Jacques Castelot (Le Comte), Claude Sainval (Villardieu), Jean-Paul Roussillon (Toto), Michel Herbault (Nicolas), Mary Morgan (La Comtesse), Andrée Clément (Nathalie), Nadia Barentin (Marie-Christine), Héléna Manson (La Générale), Suzanne Bernard (Ada).

- Teatro Valle, Roma, 1949.Titulada Ardelia o La Margherita
  - Dirección: Alessandro Brissoni.
  - Intérpretes: Arnoldo Foà (Il Generale), Luigi Cimara, Margherita Bagni, Achille Millo, Jole Fierro.

- Dramaten, Estocolmo, 1949.
  - Dirección: Mimi Pollak.
  - Intérpretes: Anita Björk, Ingrid Thulin.

- - Dirección: Alessandro Brissoni.
  - Intérpretes: Arnoldo Foà (Il Generale), Luigi Cimara, Margherita Bagni, Achille Millo, Jole Fierro.

- Teatro Gran Vía, Madrid, 1950.[2][3][4]
  - Adaptación: José Luis Alonso.
  - Dirección: José Luis Alonso
  - Intérpretes: Amparo Gómez Ramos, María Jesús Valdés, Carmen Vázquez Vigo, Bidita Gómez Ramos, Cándida Losada, José Franco, José María Rodero, Enrique Cerro y Miguel Narros.

- Mansfield Theatre, Broadway, Nueva York, 1950.Titulada Cry of the Peacock[5]
  - Dirección: Martin Ritt.
  - Intérpretes: Raymond Lovell (The General), Oscar Karlweis (Count), Philip Tonge (Villardieu), Clifford Sales (Toto), Peter Brandon (Nicolas), Marta Linden (Countess), Patricia Wheel (Nathalie), Mimi Strongin (Marie-Christine), Lili Darvas (General's Wife), Kathleen Maguire (Ada).

- Vaudeville Theatre, Londres, 1951.
  - Adaptación: Lucienne Hill,
  - Dirección: Anthony Pelissier.
  - Intérpretes: George Relph (The General), Isabel Jeans (The Countess),[Ronald Squire (The Count), Nicholas Phipps (Villardieu), Ronald Howard (Nicolas), Veronica Hurst (Nathalie).[6]

- Teatro de los Campos Elíseos, París, 1958.
  - Dirección: Roland Piétri.
  - Intérpretes: Roland Piétri (Le Général), Jean Martinelli (Le Comte), Claude Sainval (Villardieu), Paul Bisciglia (Toto), Jean Lagache (Nicolas), Monique Mélinand (La Comtesse), Catherine Anouilh (Nathalie), Laurence Vigier (Marie-Christine), Héléna Manson (La Générale), Marie-Claire Chantraine (Ada).

- Teatro Valle-Inclán, Madrid, 1964.[7]
  - Adaptación: José Luis Alonso.
  - Dirección: Juan Guerrero Zamora
  - Intérpretes: Rafael Rivelles, Gabriel Llopart, Margot Cottens, Javier Loyola, Luisa Sala, Paula Martel, Fernando Cebrián, Margarita Calahorra.

- Queen's Theatre, Londres, 1975.
  - Dirección: Frith Banbury
  - Intérpretes: Charles Gray (The General), Vincent Price (The Count), Coral Browne (The Countess), Allan Cuthbertson (Villardieu), Lalla Ward (Nathalie), Anita Dobson (Ada).

- Théâtre Hébertot, París, 1979.
  - Dirección: Pierre Mondy.
  - Intérpretes: Daniel Ivernel (Le Général), Jean-Pierre Darras (Le Comte), Gabriel Cattand (Villardieu), Jean-Loup Horwitz (Toto), Frédéric Delavigne (Nicolas), Judith Magre (La Comtesse), Martine Chevallier (Nathalie), Michèle Lituac (Marie-Christine), Madeleine Barbulée (La Générale), Virginie Vignon (Adda), Jacques Marchand (Le Bossu).